# Сноуборд халф-пайп
Сноуборд халф-пайп представлява сноуборд състезание, в което участниците се спускат индивидуално от горния край на халф-пайп покрит със сняг. Халф-пайпът може да е издълбан полукръгъл ров или специално изградена рампа (обикновено на низходящ склон), с дълбочина от 2,5 до 7 m. Състезателите изпълняват трикове, като се придвижват от едната страна към другата, и докато са във въздуха над стените на тръбата.

## Оценяване
В дисциплината халф-пайп оценките се дават от съдии. Оценява се общото впечатление като за оценка се ползват следните критерии:
- Изпълнение на триковете
- Разнообразие от трикове
- Сложност на триковете
- Използване на тръбата
- Амплитуда

## История
Халф-пайп присъства на всички Екс-Геймс, като се започне с началото им през 1997 година. На Зимни Олимпийски игри дебютира през 1998.

### Олимпийски игри

#### Зимни Олимпийски Игри 1998
| Сноуборд Халф-пайп (мъже) | Сноуборд Халф-пайп (мъже) | Сноуборд Халф-пайп (мъже) |
| Медал                     | Състезател                | Резултат                  |
| ------------------------- | ------------------------- | ------------------------- |
| Злато                     | Джан Симен (Швейцария)    | 85.2                      |
| Сребро                    | Даниел Франк (Норвегия)   | 82.4                      |
| Бронз                     | Рос Пауърс (САЩ)          | 82.1                      |

| Сноуборд Халф-пайп (жени) | Сноуборд Халф-пайп (жени)     | Сноуборд Халф-пайп (жени) |
| Медал                     | Състезател                    | Резултат                  |
| ------------------------- | ----------------------------- | ------------------------- |
| Злато                     | Никола Тост (Германия)        | 74.6                      |
| Сребро                    | Стине Брун Килдаас (Норвегия) | 74.2                      |
| Бронз                     | Шанън Дън-Даунинг (САЩ)       | 72.8                      |

#### Зимни Олимпийски Игри 2002
| Сноуборд Халф-пайп (мъже) | Сноуборд Халф-пайп (мъже) | Сноуборд Халф-пайп (мъже) |
| Медал                     | Състезател                | Резултат                  |
| ------------------------- | ------------------------- | ------------------------- |
| Злато                     | Рос Пауърс (САЩ)          | 46.1                      |
| Сребро                    | Дани Кас (САЩ)            | 42.5                      |
| Бронз                     | Джарет Томас (САЩ)        | 42.1                      |

| Сноуборд Халф-пайп (жени) | Сноуборд Халф-пайп (жени)   | Сноуборд Халф-пайп (жени) |
| Медал                     | Състезател                  | Резултат                  |
| ------------------------- | --------------------------- | ------------------------- |
| Злато                     | Кели Кларк (САЩ)            | 47.9                      |
| Сребро                    | Дориан Видал (Франция)      | 43.0                      |
| Бронз                     | Фабиен Ройтелер (Швейцария) | 39.7                      |

#### Зимни Олимпийски Игри 2006
| Сноуборд Халф-пайп (мъже) | Сноуборд Халф-пайп (мъже) | Сноуборд Халф-пайп (мъже) |
| Медал                     | Състезател                | Резултат                  |
| ------------------------- | ------------------------- | ------------------------- |
| Злато                     | Шон Уайт (САЩ)            | 46.8                      |
| Сребро                    | Дани Кас (САЩ)            | 44.0                      |
| Бронз                     | Марку Коски (Финландия)   | 41.5                      |

| Сноуборд Халф-пайп (жени) | Сноуборд Халф-пайп (жени) | Сноуборд Халф-пайп (жени) |
| Медал                     | Състезател                | Резултат                  |
| ------------------------- | ------------------------- | ------------------------- |
| Злато                     | Хана Тетер (САЩ)          | 46.4                      |
| Сребро                    | Гретшън Блейлър (САЩ)     | 43.4                      |
| Бронз                     | Кирсти Буас (Норвегия)    | 42.0                      |

#### Зимни Олимпийски Игри 2010
| Сноуборд Халф-пайп (мъже) | Сноуборд Халф-пайп (мъже)   | Сноуборд Халф-пайп (мъже) |
| Медал                     | Състезател                  | Резултат                  |
| ------------------------- | --------------------------- | ------------------------- |
| Злато                     | Шон Уайт (САЩ)              | 48.4                      |
| Сребро                    | Пеету Пииройнен (Финландия) | 45.0                      |
| Бронз                     | Скоти Лаго (САЩ)            | 42.8                      |

| Сноуборд Халф-пайп (жени) | Сноуборд Халф-пайп (жени) | Сноуборд Халф-пайп (жени) |
| Медал                     | Състезател                | Резултат                  |
| ------------------------- | ------------------------- | ------------------------- |
| Злато                     | Тора Брайт (Австралия)    | 45.0                      |
| Сребро                    | Хана Тетер (САЩ)          | 42.4                      |
| Бронз                     | Кели Кларк (САЩ)          | 42.2                      |

#### Зимни Олимпийски Игри 2014
| Сноуборд Халф-пайп (мъже) | Сноуборд Халф-пайп (мъже)   | Сноуборд Халф-пайп (мъже) |
| Медал                     | Състезател                  | Резултат                  |
| ------------------------- | --------------------------- | ------------------------- |
| Злато                     | Юри Подладчиков (Швейцария) | 94.75                     |
| Сребро                    | Аюму Хирано (Япония)        | 93.50                     |
| Бронз                     | Таку Хираока (Япония)       | 92.25                     |

| Сноуборд Халф-пайп (жени) | Сноуборд Халф-пайп (жени) | Сноуборд Халф-пайп (жени) |
| Медал                     | Състезател                | Резултат                  |
| ------------------------- | ------------------------- | ------------------------- |
| Злато                     | Кейтлин Фарингтън (САЩ)   | 91.75                     |
| Сребро                    | Тора Брайт (Австралия)    | 91.50                     |
| Бронз                     | Кели Кларк (САЩ)          | 90.75                     |

#### Зимни Олимпийски Игри 2018
| Сноуборд Халф-пайп (мъже) | Сноуборд Халф-пайп (мъже) | Сноуборд Халф-пайп (мъже) |
| Медал                     | Състезател                | Резултат                  |
| ------------------------- | ------------------------- | ------------------------- |
| Злато                     | Шон Уайт (САЩ)            | 97.75                     |
| Сребро                    | Аюму Хирано (Япония)      | 95.25                     |
| Бронз                     | Скоти Джеймс (Австралия)  | 92.00                     |

| Сноуборд Халф-пайп (жени) | Сноуборд Халф-пайп (жени) | Сноуборд Халф-пайп (жени) |
| Медал                     | Състезател                | Резултат                  |
| ------------------------- | ------------------------- | ------------------------- |
| Злато                     | Клоуи Ким (САЩ)           | 98.25                     |
| Сребро                    | Цзяюй Лю (Китай)          | 89.75                     |
| Бронз                     | Ариел Голд (САЩ)          | 85.75                     |